# Amartya Sen
Amartya Kumar Sen (Santiniketan, 3 de novembro de 1933) é um professor de economia e filosofia da cátedra Thomas W. Lamont na Universidade Harvard. Foi, até 2004, o Master of Trinity College, em Cambridge. Também é membro sénior da Harvard Society of Fellows. Anteriormente, foi professor de Economia na Universidade Jadavpur de Calcutá, na Escola de Economia de Delhi e na London School of Economics, e Drummond, assim como, Professor de Economia Política na Universidade de Oxford.
Amartya Sen nasceu na Índia em 1933, numa família ‘educada’ e ilustre. A sua vida académica começou na Escola de São Gregório (St. Gregory High School) em Dhaka. No entanto, após a partição da Índia em 1947, os seus pais mudaram-se para Bengala Ocidental. Sen fez o seu ensino posterior na Universidade Visva-Bharati, Índia, e na Presidency College (1951-1953), em Bengala, onde se formou em economia. Posteriormente mudou-se para Londres, onde se matriculou no Trinity College, em Cambridge, para prosseguir a sua vocação em economia, e foi na Universidade de Cambridge que completou o seu doutoramento (PhD) em economia em 1959.  É professor em universidades reconhecidas mundialmente como Oxford, Harvard, Cambridge, Berkeley, Stanford, Cornell, MIT entre outras na Índia e nos Estados Unidos da América.
Amartya Sen serviu como presidente da Sociedade Econométrica, da Associação Económica Americana em 1996 (sendo o primeiro presidente não-americano), da Associação Económica Indiana e da Associação Económica Internacional. Foi anteriormente Presidente Honorário da OXFAM (Oxford Committee for Famine Relief) e agora é Conselheiro Honorário da mesma.
Tendo testemunhado a escassez de alimentos que atingiu Bengali em 1943,  que provocou a morte de quase 3 milhões de pessoas, Sen interessou-se em fazer reformas sociais para melhorar a condição em países subdesenvolvidos com as suas políticas socioeconómicas adaptáveis para abolir a escassez de alimentos. Além disso, também se esforçou muito para avançar o raciocínio construtivo e formas de melhorar a condição dos pobres ao mesmo tempo que trabalhou para o bem-estar das comunidades socialmente atrasadas. O seu trabalho lançou uma nova luz sobre os muitos problemas sociais do país, como a pobreza, a fome, o subdesenvolvimento humano, a desigualdade de género e o liberalismo político e trouxe reformas bem-sucedidas.
O trabalho do filósofo Adam Smith foi uma motivação para Amartya Sen na área da teoria da escolha social tal como a teoria da justiça de John Rawls foi uma inspiração para o seu trabalho sobre a justiça social baseada em liberdades e capacidades individuais.

## Prémios/Reconhecimentos
Os prémios que recebeu incluem:
- 2021 — Prêmio Princesa das Astúrias de Ciências Sociais[7]
- 2021 — Gold Medal Honoree do National Institute of Social Sciences[8]
- 2020 — Prêmio da Paz dos Editores Alemães[9]
- 2019 — Medalha Bodley[10]
- 2017 — Prêmio Johan Skytte
- 2016 — Prêmio Albert O. Hirschman do Social Science Research Council
- 2013 — Comandante da Ordem Nacional da Legião de Honra
- 2012 — Ordem da Águia Asteca
- 2011 — Medalha Nacional de Humanidades
- 2002 — Prêmio Humanistas Internacional[11]
- 2000 — Ordem Nacional do Mérito Científico[12]
- 2000 — Medalha Eisenhower
- 2000 — Prêmio Leontief
- 2000 — Ordem dos Companheiros de Honra
- 1999 — Bharat Ratna[13]
- 1998 — Prêmio Nobel (Economia)[1]
- 1997 — Edinburgh Medal[14]
- 1997 — Prêmio Internacional Catalunha[15]
- 1981 — Membro Honorário Estrangeiro da Academia de Artes e Ciências dos Estados Unidos[16]
- 1976 — Mahalanobis Prize
- 1954 — Prêmio Adam Smith
- A Medalha de Edimburgo (Reino Unido);
- O Prémio George Marshall (EUA);
- O título de honra (Doctor Honoris Causa) pelo seu trabalho em mais de 70 universidades prestigiadas de países como Inglaterra, Países Baixos, Índia, EUA, Canada, França, Itália, Bélgica, Espanha, Portugal (Universidade de Coimbra e Universidade Técnica de Lisboa), Suíça, Alemanha, Escócia, Bangladesh, Hong Kong, Japão, África do Sul, Turquia e Irlanda
- O prémio Lifetime Achievement Award da Comissão Económica e Social das Nações Unidas para a Ásia-Pacífico, uma organização com base em Bangkok;[17]

## Obras e artigos
Foi autor de mais de 20 livros importantes e reconhecidos por especialista e estudantes de todas as áreas. Todos eles contêm uma forte componente ‘humana’, isto é, Amartya Sen desenvolve temas que tentam ir para além da teoria. A sua visão das ciências como a economia só fazem sentido se poderem ser aplicáveis ao ‘mundo real’. Alguns dos mais conhecidos são:
- Poverty and Famines, Oxford: Oxford University Press, 198
- On Ethics and Economics, New Delhi: Oxford University Press, 1987
- Commodities and Capabilities, New Delhi: Oxford University Press, 1987
- Hunger and Public Action, New Delhi: Oxford University Press, 1989 (with Jean Dreze)
- Inequality Reexamined, Oxford: Oxford University Press, 1992
- On Economic Inequality, Expanded Edition, Oxford: Clarendon Press, 1997
- Development as Freedom, Oxford: Oxford University Press, 1999
- India: Development and Participation, New Delhi: Oxford University Press, 2002 (with Jean Dreze)
- The Argumentative Indian, London: Penguin, 2005
- Identity and Violence, New York: W. W. Norton & Company, 2006
- Idea of Justice, Harvard University Press, 2009[19]

Escreveu quase 400 artigos sobre temas como teoria da escolha social, economia de bem-estar, desenvolvimento económico, escassez e fome, filosofia ética, moral, legal e social, entre outros.

## Disciplinas
As disciplinas que leciona transportam também temas sempre de índole social, assim como um foco em países como a Índia, onde nasceu.
- 2010 - Escolha social e economia do bem-estar
- 2011 - Índia moderna e a Ásia do Sul, Adam Smith: filosofia e economia política
- 2012 - Índia moderna e a Ásia do Sul, Teoria da escolha social
- 2013 - Fundações da justiça e Raciocínio através de modelos
- 2014 - Saúde e justiça social
- 2015 - Teoria da escolha social, Saúde, Desigualdade e desenvolvimento
- 2016 - Democracia e direitos humanos, Saúde, Desigualdade e desenvolvimento[20]

## Ideias Principais do Autor
Tendo testemunhado a grande fome que atingiu Bengali em 1943, Sen dedicou-se e desenvolveu as suas próprias ideias sobre este mesmo tema, a fome. Essencialmente, os seus esforços decorrem do seu interesse em questões de distribuição e, em particular, de membros mais pobres da sociedade. Os estudos de Amartya Sen incluíram a fome para criar uma compreensão mais profunda das razões econômicas por trás da fome e da pobreza, a justiça, a desigualdade social, a ética e o desenvolvimento.

Sen dedicou-se também bastante ao tema da liberdade humana. Importante será de referir que, para o autor, a liberdade não tem apenas a ver com os direitos teóricos, mas significa ter acesso e oportunidade às coisas a que damos importância, como por exemplo o ‘simples’ ato de escolha. Para Sen, a expansão e aumento da liberdade é essencial ao desenvolvimento, isto é, o desenvolvimento não deve ser apenas medido através da economia. É relevante apontar que o trabalho do autor no tema da liberdade e desenvolvimento foi bastante influente, tendo ganho o Prémio Nobel da Economia em 1998.